# Агаев, Эмин Рафаэль оглы
Эми́н Рафаэ́ль оглы́ Ага́ев (азерб. Emin Rafael oğlu Agayev; род. 10 августа 1973, Баку) — советский и азербайджанский футболист, азербайджанский футбольный тренер. Выступал за сборную Азербайджана.

## Карьера
Дебютировал в Российской премьер-лиге в 2001 году в составе московского клуба «Торпедо-ЗИЛ».
Имеет российское гражданство и тренерскую лицензию категории «А», которую получил в Киеве.
В 1993 году вместе с одноклубниками по «Нефтчи» Вячеславом Лычкиным, Эльшаном Гамбаровым и Игорем Гетманом перешёл в «Анжи» (Махачкала), который выкупил контракт за 4 миллиона рублей (около 80 тысяч долларов). Далее играл за «Химки», «Балтику», «Динамо» Брянск, «Носту», «Нару-ШБФР» и «Волгу» Тверь.
С 2011 года занимается тренерской деятельностью. В течение нескольких лет возглавлял «Дагдизель». Работал в тренерском штабе клуба «Домодедово». В феврале 2015 года был утверждён на посту главного тренера тверской «Волги». С 2016 году работает в системе клуба «Химки».
В мае 2018 года стал ассистентом Автандила Гаджиева в азербайджанском «Сабаиле».
Ассистент главного тренера Назима Сулейманова в командах «Химки II» (сентябрь 2022 — февраль 2023, с апреля 2023) и «Химки-М» (февраль — апрель 2023).

## Достижения
- Победитель первого дивизиона России 2000.
- Футболист года в Азербайджане: 2000 (по версии газеты «Футбол +»[7])

## Статистика
| Сезон | Див.  | Клуб            | Матчи | Голы |
| ----- | ----- | --------------- | ----- | ---- |
| 1990  | Г     | МЦОП-Терм.      | 20    | 0    |
| 1991  | Г     | Динамо (Баку)   | 8     | 0    |
|       | Б     | Нефтчи          | 25    | 0    |
| 1993  | В     | Анжи            | 31    | 5    |
| 1994  | В     | Анжи            | 26    | 0    |
| 1995  | В     | Анжи            | 25    | 3    |
| 1996  | В     | Анжи            | 37    | 0    |
| 1997  | Б     | Анжи            | 28    | 0    |
| 1998  | Б     | Анжи            | 38    | 2    |
| 1999  | Б     | Торпедо-ЗИЛ     | 35    | 1    |
| 2000  | Б     | Торпедо-ЗИЛ     | 24    | 2    |
| 2001  | А     | Торпедо-ЗИЛ     | 11    | 0    |
| 2002  | Б     | Химки           | 30    | 1    |
| 2003  | Б     | Химки           | 23    | 1    |
| 2004  | Б     | Химки           | 15    | 1    |
|       | Б     | Балтика         | 11    | 0    |
| 2005  | Б     | Динамо (Брянск) | 20    | 0    |
|       | В     | Носта           | 10    | 0    |
| 2007  | В     | Нара-Десна      | 27    | 0    |
| 2008  | В     | Волга (Тверь)   | 33    | 1    |
| 2009  | В     | Волга (Тверь)   | 32    | 1    |
| 2010  | В     | Волга (Тверь)   | 25    | 0    |
| Всего | Всего | Всего           | 534   | 18   |

## Личная жизнь
Окончил Дагестанский государственный педагогический университет.